# Reinhold Luger
Reinhold Luger (auch „Nolde“ Luger; * 27. Juni 1941 in Silbertal, Vorarlberg) ist ein österreichischer Künstler und Grafikdesigner.

## Werdegang
Nach der Matura 1959 begann Reinhard Luger das Studium der Kunstgeschichte in Innsbruck. 1963 ging er nach Wien und absolvierte die Höhere Graphische Bundes-Lehr- und Versuchsanstalt in der Klasse von Wilhelm Jaruska. 
Zurück in Vorarlberg eröffnete Reinhold Luger 1967 das „Studio für Gebrauchsgrafik“, sein erstes Atelier, in Dornbirn. Reinhold Luger schloss sich der Protestbewegung der 68er Generation an und gehörte bald zu den führenden Köpfen in Vorarlberg. Seinen Protest setzte er in zahlreichen Plakaten und Illustrationen um. Luger wurde Mitorganisator des „Flint-Festivals“ in Koblach und Mitbegründer der Vorarlberger Kulturproduzenten. 
In der 'Kleinen Galerie', die er von 1979 bis 1983 in Dornbirn betrieb, setzte er die Schwerpunkte auf zeitgenössische Kunst und Fotografie. 
Unter der Intendanz von Alfred Wopmann wurde Luger 1984 von den Bregenzer Festspielen als Designer engagiert und übte diese Tätigkeit bis 2003 aus. 1991 gewann er gemeinsam mit dem Architekten Wolfgang Ritsch den Designwettbewerb zur Gestaltung des Stadtbussystems im Rheintal. Luger entwickelte das Gestaltungskonzept, vom Fahrzeugdesign über die Fahrkarte bis zur Dienstkleidung der Fahrer. 
In Folge kreierte Luger auch das Corporate Design für Bussysteme in den deutschen Städten Lindau (Bodensee), Friedrichshafen, Buchholz bei Hamburg und Donaueschingen. Er entwarf Leitsysteme für öffentliche Räume und Gebäude. Für Städte und Gemeinden sowie für viele Firmen schuf Luger Logos und Drucksorten. Daneben war er vor allem als Plakat-Designer aktiv.

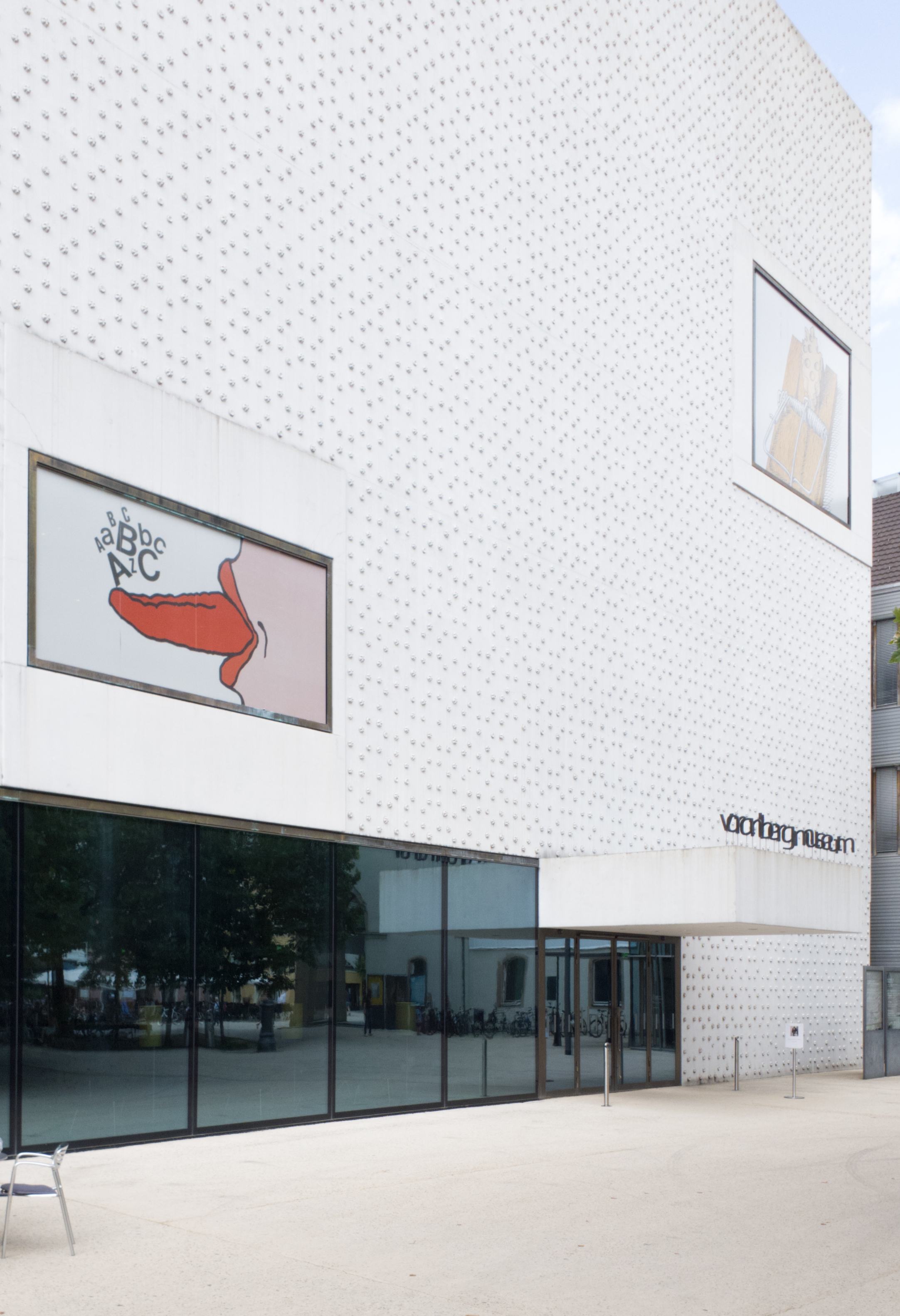
Ausstellung Reinhold Luger im vorarlberg museum (2020)

Reinhold Luger nahm an zahlreichen Plakat-Biennalen teil, zum Beispiel in Helsinki, Lahti und Warschau. Er erhielt einige Auszeichnungen, u. a. den Joseph Binder Award, der 1996 erstmals vergeben wurde. Von 2004 bis 2007 unterrichtete der Grafikdesigner an der Fachhochschule Vorarlberg.
Im Jahr 2018 übergab Reinhold Luger sein künstlerisches Lebenswerk der Vorarlberger Landesbibliothek. Mit der Großausstellung „Reinhold Luger. Grafische Provokation“ im vorarlberg museum wurde er 2020 für sein Lebenswerk geehrt.
Reinhard Luger lebt und arbeitet in Bregenz.

## Auszeichnung
- 1996 Joseph Binder Award

## Publikation
- Reinhold Luger. Grafische Provokation. Herausgeber Theresia Anwander, Thomas Feurstein, 2019, Birkhäuser Verlag, ISBN 978-3-0356-2077-1